# Noailles (Marseille)

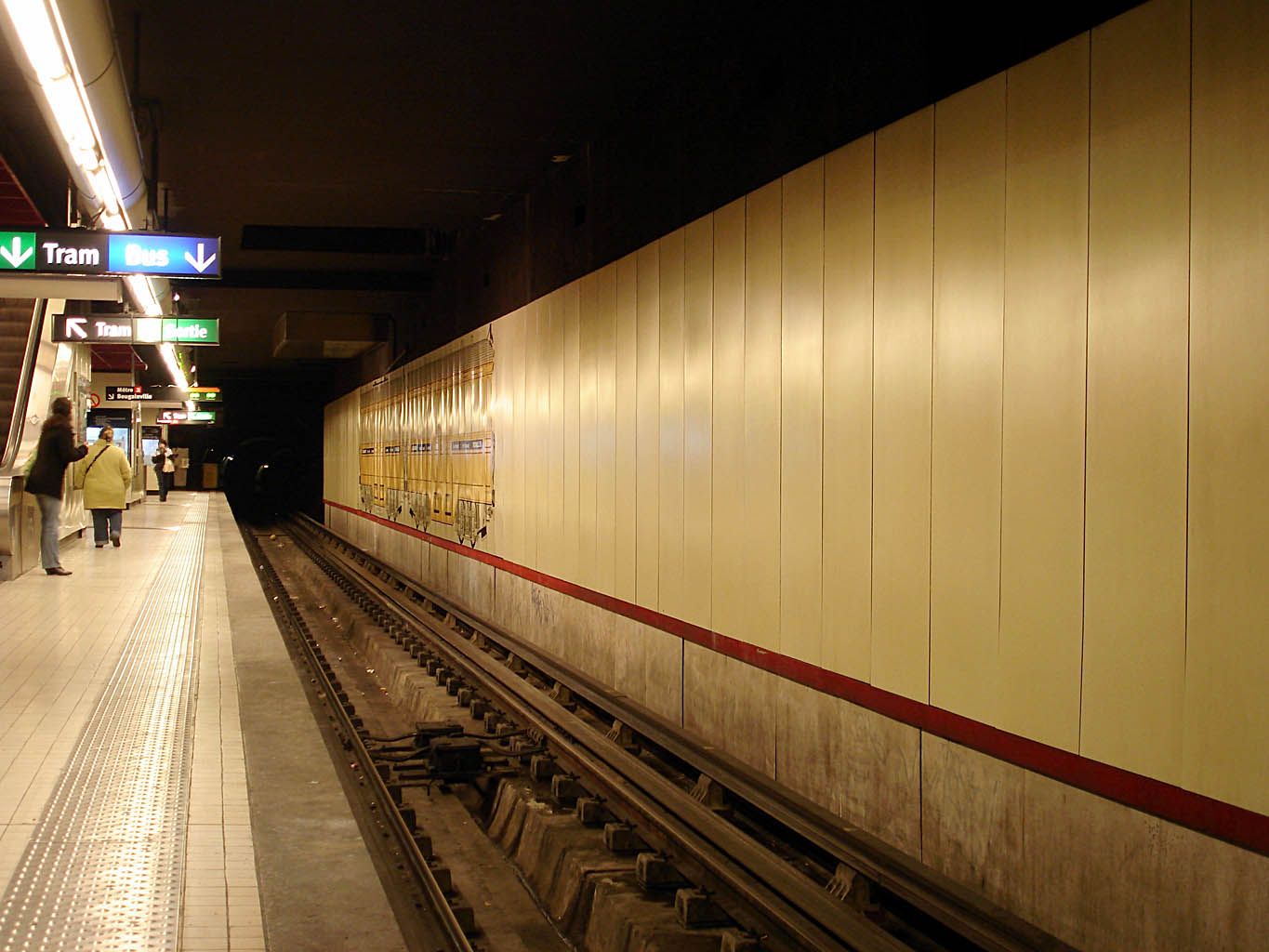
Die Métro-Station

Noailles ist ein Viertel (frz.: Quartier) der südfranzösischen Stadt Marseille im Département Bouches-du-Rhône. Noailles gehört zum 1. Arrondissement (Stadtbezirk). 2006 lebten hier 5819 Menschen.
Das Viertel liegt südlich der bekannten Straße Canebière. Am Marché des Capucins befindet sich eine Station der Métro von Marseille (Linie 2). Noailles ist traditionell ein Viertel der "kleinen Leute" (quartier populaire) und beherbergt heute viele Einwanderer etwa aus dem Maghreb, den Komoren oder Subsahara-Afrika, besonders im Gebiet östlich der Rue de Rome.

## Der Marché des Capucins
Ein Adliger aus der Familie Noailles besaß hier ein Stadthaus (hôtel particulier; Hausnummer 13). Heute ist kaum noch etwas davon erhalten, nur ein kleiner Brunnen und ein Balkon. Dennoch gab dies dem Stadtteil seinen Namen. Im 17. Jahrhundert begann in Noailles die Urbanisierung. Als Caterina de’ Medici, Fürsprecherin der Kapuziner, im Jahr 1579 Marseille besuchte, beschloss sie die Einrichtung eines Kapuzinerklosters. Gegen Ende des 18. Jahrhunderts befanden sich eine Apotheke, ein Garten, eine Betttuchproduktion und andere Einrichtungen im Besitz der Mönche. Heute existiert nur noch die 1694 geweihte Kirche. Nach der Zerstörung des Klosters im Zuge der Französischen Revolution entstand ein Markt, der sich zu Beginn des 19. Jahrhunderts auf Geflügel und Gemüse spezialisierte. 1839 baute man eine Markthalle, 1887 entstand hier ein Gewerkschaftshaus. 1893 gab es die erste Zugverbindung.